# Баденське курфюрство
Баденське курфюрство (нім. Kurfürstentum Baden) — короткочасна держава Священної Римської імперії в 1803-1806 роках. У 1803 році Наполеон надав титул князь-курфюрста Карлу Фрідріху, але в 1806 році імператор Франц II розпустив Священну Римську імперію, через що Баден здобув незалежність, і Карл Фрідріх став Великим герцогом.

## Історія
Французька революція почалася в 1789 році, і на її початку Баденське маркграфство було об'єднане під керівництвом Карла Фредеріка, але воно не утворювало компактної території. Його загальна площа становила лише близько 3500 км², та складалося з кількох ізольованих районів, що лежали на обох берегах верхньої течії Рейну. Карл-Фрідріх намагався придбати проміжні ділянки землі, щоб забезпечити територіальну єдність своєї країни. Нагода зробити це у нього з'явилася під час Французьких революційних війн. Коли в 1792 році почалася війна між Першою французькою республікою та Священною Римською імперією, Баденське маркграфство воювало за дім Габсбургів. Однак в результаті війн країна була спустошена, і в 1796 році маркграф був змушений сплатити контрибуцію та поступитися своїми територіями на лівому березі Рейну Першій французькій республіці.
Фортуна, однак, незабаром повернулася до нього. За часів Німецької медіатизації 1803 року та значною мірою завдяки Олександру I Карл Фрідріх здобув князь-єпископство Констанц, частину Курпфальцу та інші менші округи, а також здобув вищій титул — курфюрста. У 1805 році він перейшов на інший бік і воював на стороні Наполеона. У результаті пізніше в 1805 році, коли було підписано Пресбурзький мир, він здобув Брайсгау та інші території за рахунок Австрійської імперії (див. Передня Австрія). У 1806 році Баденське курфюрство приєдналось до Рейнського союзу. Після розпаду Священної Римської імперії Карл Фрідріх оголосив незалежність і таким чином створив Велике герцогство Баденське, отримавши також інші територіальні надбання.